# Keith Gough
Keith Gough (ur. 19 lipca 1969) – irlandzki judoka. Olimpijczyk z Barcelony 1992, gdzie zajął trzynaste miejsce w wadze ekstralekkiej.
Uczestnik mistrzostw świata w 1991. Startował w Pucharze Świata w 1991 i  1992. Brązowy medalista mistrzostwach Europy w 1992 roku.

## Letnie Igrzyska Olimpijskie 1992
| Konkurencja | Eliminacje                | Eliminacje                 | Eliminacje                | Repasaże            | Klas. końcowa |
| Konkurencja | Przeciwnik I              | Przeciwnik II              | Przeciwnik III            | Przeciwnik I        | Miejsce       |
| ----------- | ------------------------- | -------------------------- | ------------------------- | ------------------- | ------------- |
| 60 kg       | Leonardo Salvucci (ARG) Z | Francisco de Souza (ANG) Z | Richard Trautmann (GER) P | Ewan Beaton (CAN) P | 13.           |